# Eugene Dennis

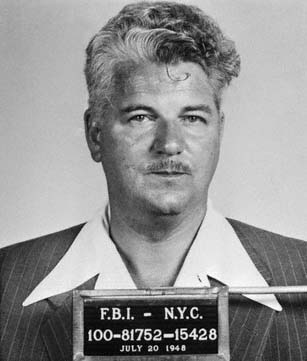
Eugene Dennis, 1948

Eugene Dennis (* 10. August 1905 in Seattle als Francis Xavier Waldron; † 31. Januar 1961 in New York City) war ein US-amerikanischer Politiker (CPUSA) und Gewerkschafter. Von 1945 bis 1959 war er Generalsekretär sowie von 1957 bis 1961 Vorsitzender der Kommunistischen Partei der USA (CPUSA).

## Leben
Dennis wurde als Francis Xavier Waldron in Seattle geboren und bekam nach einer Adoption seinen neuen Namen, Eugene Dennis.
1926 wurde er Mitglied der CPUSA.
Dennis war auch Mitglied bei den Industrial Workers of the World, für welche er auch Streiks in Kalifornien organisierte.
1930 bis 1935 lebte er in der UdSSR.
1949 wurden er und 10 weitere führende Mitglieder der CPUSA wegen einer vermeintlichen Verschwörung zum gewaltsamen Sturz der Regierung verurteilt, wofür Dennis drei Jahre und neun Monate im Gefängnis saß.
Dennis folgte 1945 Earl Browder als Generalsekretär der CPUSA und übte dieses Amt aus, bis er 1959 durch Gus Hall abgelöst wurde. Dennis wurde im Anschluss Vorsitzender der Partei, wobei dieser Posten in Kommunistischen Parteien allerdings traditionell als unwichtiger anzusehen war. Halls Kampfkandidatur galt als umstritten, da eine geordnete Übergabe von Spitzenämtern häufig bevorzugt wurde.

## Werke
- Ideen, die sich nicht einkerkern lassen mit einem Vorwort von William Z. Foster (1957)